# Car SOS
Car SOS est une émission de téléréalité automobile diffusée depuis le 7 février 2013 sur National Geographic Channel (en) et More4.
En France, l'émission est diffusée sur National Geographic Channel et sur RMC Découverte.
Depuis le 1er mai 2020, l'émission est disponible sur Disney +.

## Concept
Le présentateur Tim Shaw et le mécanicien Fuzz Townshend restaurent des voitures classiques qui ont été laissées se dégrader dans des garages à travers l'Europe. Le travail s'effectue toujours à l'insu du propriétaire de la voiture. Le plus souvent, c'est la femme du propriétaire ou un membre proche de la famille qui a appelé l'équipe de Car SOS. La voiture arrive habituellement dans un état délabré et elle est rendue à son propriétaire restaurée. L'émission insiste sur l'émotion du propriétaire lorsqu'il redécouvre sa voiture. Il a généralement un problème soit médical, soit financier, raison pour laquelle la voiture a été laissée à l'abandon.

## Épisodes
| Saison | Saison | Épisodes | Début           | Fin           |
| ------ | ------ | -------- | --------------- | ------------- |
|        | 01     | 10       | 7 février 2013  | 11 avril 2013 |
|        | 02     | 10       | 24 mars 2014    | 19 mai 2014   |
|        | 03     | 10       | 9 avril 2015    | 11 juin 2015  |
|        | 04     | 10       | 7 avril 2016    | 9 juin 2016   |
|        | 05     | 10       | 7 mars 2017     | 18 mai 2017   |
|        | 06     | 10       | 8 mars 2018     | 10 mai 2018   |
|        | 07     | 10       | 28 février 2019 | 2 mai 2019    |

### Saison 1 (2013)
| Numéro d'épisode | Titre original         | Titre français               | Date de diffusion |
| ---------------- | ---------------------- | ---------------------------- | ----------------- |
| 01               | The Fiat Fiasco        | Un challenge nommé Fiat      | 7 février 2013    |
| 02               | Phoenix Jeep           | Coup de chaud pour la Jeep ! | 14 février 2013   |
| 03               | Beetle Mania           | Un amour de Coccinelle       | 21 février 2013   |
| 04               | Cosworth in Crisis     | RS Cosworth en crise         | 28 février 2013   |
| 05               | Anglia Angels          | Chacun son Anglia            | 7 mars 2013       |
| 06               | The Rover's Return Car | Renaissance d’une Rover      | 14 mars 2013      |
| 07               | Triumph of the Stag    | Le triomphe de ma Stag       | 21 mars 2013      |
| 08               | Austin Re-Powered      | Le pouvoir d’Austin          | 28 mars 2013      |
| 09               | Zodiac Come Back       | Le retour de la Zodiac       | 4 avril 2013      |
| 10               | Lotus Flowers          | Au secours de la Lotus       | 11 avril 2013     |

### Saison 2 (2014)
| Numéro d'épisode | Titre original          | Titre français                    | Date de diffusion |
| ---------------- | ----------------------- | --------------------------------- | ----------------- |
| 01               | MG Miracle              | Le miracle de la MG               | 24 mars 2014      |
| 02               | Start the Dart          | Le retour de ma Daimler Dart      | 31 mars 2014      |
| 03               | Cortina Conundrum       | Le casse tête de ma Cortina       | 7 avril 2014      |
| 04               | A Porsche Puzzle        | Un puzzle de Porsche              | 7 avril 2014      |
| 05               | Land Rover Legend       | La légendaire Land Rover          | 14 avril 2014     |
| 06               | Danish Dilemma          | Le dilemme danois                 | 21 avril 2014     |
| 07               | The Herald Angels       | Les anges de la Herald            | 28 avril 2014     |
| 08               | Morris Traveller Mayday | Au secours de la Morris Traveller | 5 mai 2014        |
| 09               | Campervan Challenge     | Le challenge du combi             | 12 mai 2014       |
| 10               | Escort RS in Distress   | Ford Escort en détresse           | 19 mai 2014       |

### Saison 3 (2015)
| Numéro d'épisode | Titre original               | Titre français                    | Date de diffusion |
| ---------------- | ---------------------------- | --------------------------------- | ----------------- |
| 01               | Stirling Moss Sprite Special | Retour de la Austin Healey Sprite | 9 avril 2015      |
| 02               | E-Type Emergency             | Urgence pour la Jaguar            | 16 avril 2015     |
| 03               | Tim's Golf GTI Obsession     | Discorde autour de la Golf        | 23 avril 2015     |
| 04               | Little Black Corvette        | La petite Black Corvette          | 30 avril 2015     |
| 05               | Skyline Sensation            | L'hommage de la Skyline           | 7 mai 2015        |
| 06               | Awesome Audi                 | L'incroyable Audi                 | 14 mai 2015       |
| 07               | Morgan Mayhem                | Le fantôme de la Morgan           | 21 mai 2015       |
| 08               | Alfa Romeo Renaissance       | Le défis de l'Alfa Roméo          | 28 mai 2015       |
| 09               | Lancia Reborn                | Renaissance de la Lancia          | 4 juin 2015       |
| 10               | Vive La Citroen              | Une Citroën de légende            | 11 juin 2015      |

### Saison 4 (2016)
| Numéro d'épisode | Titre original               | Titre français             | Date de diffusion |
| ---------------- | ---------------------------- | -------------------------- | ----------------- |
| 01               | Volvo P1800                  | La Volvo P1800             | 7 avril 2016      |
| 02               | AC Aceca                     | coupe britannique AC Aceca | 14 avril 2016     |
| 03               | BMW 2002 Turbo               | La BMW 2002 Turbo          | 21 avril 2016     |
| 04               | Datsun 240Z                  | La Datsun 240Z             | 28 avril 2016     |
| 05               | Range Rover Vogue Se         | La Range Rover Vogue       | 5 mai 2016        |
| 06               | Mazda Mx5                    | La Mazda MX5               | 12 mai 2016       |
| 07               | Singer Le Mans               | La Singer Le Mans          | 19 mai 2016       |
| 08               | Vauxhall Astra GTE           | La Vauxhall Astra GTE      | 26 mai 2016       |
| 09               | Mini Cooper S                | La Mini Cooper             | 2 juin 2016       |
| 10               | Tim And Fuzz's Greatest Hits | Coup d'oeil dans le rétro  | 9 juin 2016       |

### Saison 5 (2017)
| Numéro d'épisode | Titre original     | Titre français        | Date de diffusion |
| ---------------- | ------------------ | --------------------- | ----------------- |
| 01               | Mercedes Pagoda    | Mercedes 230SL        | 7 mars 2017       |
| 02               | Jaguar Mark 2      | Jaguar Mark 2         | 23 mars 2017      |
| 03               | Aston Martin DB6   | L'Aston Martin DB6    | 30 mars 2017      |
| 04               | Fiat Dino          | Fiat Dino             | 6 avril 2017      |
| 05               | Renault 5 GT Turbo | La Renault 5 GT Turbo | 13 avril 2017     |
| 06               | Fiat 500           | La Fiat 500           | 20 avril 2017     |
| 07               | Sunbeam Alpine     | La Sunbeam Alpine     | 27 avril 2017     |
| 08               | Caterham 7         | La Caterham 7         | 4 mai 2017        |
| 09               | Austin Tilly Truck |                       | 11 mai 2017       |
| 10               | Mazda RX-7         | La Mazda RX-7         | 18 mai 2017       |

### Saison 6 (2018)
| Numéro d'épisode | Titre original                       | Titre français                       | Date de diffusion |
| ---------------- | ------------------------------------ | ------------------------------------ | ----------------- |
| 01               | MG MGA                               | MG MGA                               | 8 mars 2018       |
| 02               | Lancia Delta Integrale Evoluzione II | Lancia Delta Integrale Evoluzione II | 15 mars 2018      |
| 03               | VW Karmann Ghia                      | VW Karmann Ghia                      | 22 mars 2018      |
| 04               | Triumph GT6                          | Triumph GT6                          | 29 mars 2018      |
| 05               | Citroën DS                           | Citroën DS                           | 5 avril 2018      |
| 06               | Toyota FJ40 Land Cruiser             | Le Toyota FJ40 Land Cruiser          | 12 avril 2018     |
| 07               | Peugeot 205 GTI                      | La Peugeot 205 GTI                   | 19 avril 2018     |
| 08               | Subaru Impreza                       | La Subaru Impreza                    | 26 avril 2018     |
| 09               | Messerschmitt KR200                  | Le Messerschmitt KR200               | 3 mai 2018        |
| 10               | Ford Capri RS                        | La Ford Capri RS                     | 10 mai 2018       |

### Saison 7 (2019)
| Numéro d'épisode | Titre original        | Titre français        | Date de diffusion |
| ---------------- | --------------------- | --------------------- | ----------------- |
| 01               | Triumph TR4           | Triumph TR4           | 28 février 2019   |
| 02               | Toyota Celica         | Toyota Celica         | 7 mars 2019       |
| 03               | Lotus Elise           | Lotus Elise           | 14 mars 2019      |
| 04               | Ford Model A          | Ford Model A          | 21 mars 2019      |
| 05               | Peugeot 504 Cabriolet | Peugeot 504 Cabriolet | 28 mars 2019      |
| 06               | Talbot Sunbeam Lotus  | Talbot Sunbeam Lotus  | 4 avril 2019      |
| 07               | Lamborghini Espada    | Lamborghini Espada    | 11 avril 2018     |
| 08               | VW T4 Camper          | VW T4 Camper          | 11 avril 2019     |
| 09               | Ford Escort Mexico    | Ford Escort Mexico    | 25 avril 2019     |
| 10               | Citroën 2 CV          | Citroën 2 CV          | 3 mai 2019        |